# Anotomys leander
Anotomys leander је врста глодара из породице хрчкова (лат. Cricetidae). 

## Распрострањење
Ареал врсте је ограничен на Еквадор.

## Станиште
Станишта врсте су шуме и слатководна подручја. 

## Угроженост
Ова врста се сматра рањивом у погледу угрожености врсте од изумирања.